# Collibra
Collibra is een Belgisch softwarebedrijf dat actief is in data-intelligence. Het werd opgericht in juni 2008 door Pieter De Leenheer, Stijn Christiaens, Felix Van de Maele en Damien Trog. De basis was toepassingsgericht onderzoek naar business semantics management en semantische technologie aan de Vrije Universiteit Brussel. Sindsdien breidde het bedrijf zich geografisch uit in de Verenigde Staten en andere landen met kantoorlocaties in Atlanta, Londen, Parijs, Melbourne, Madrid en Wrocław. Collibra is actief bij datamanagement.
In 2018 haalde Collibra 100 miljoen dollar op in Series E-financiering tegen een waardering van meer dan 1 miljard dollar. Het was het eerste Belgische bedrijf dat dit bereikte.